# HD 23127
HD 23127 — звезда в созвездии Сетки на расстоянии около 320 светового года от нас. Вокруг звезды обращается, как минимум, одна планета.

## Характеристики
HD 23127 представляет собой солнцеподобную звезду 8,5 видимой звёздной величины. Это жёлтый карлик с массой, эквивалентной 1,13 массы Солнца. Возраст звезды оценивается приблизительно в 7,1 миллиарда лет.

## Планетная система
В 2007 году командой астрономов, работающих с Англо-Австралийским телескопом, было объявлено об открытии планеты HD 23127 b в системе. Это типичный газовый гигант, имеющий массу, равную 1,5 массы Юпитера. Планета обращается на расстоянии 2,4 а.е. от родительской звезды. Открытие было совершено методом Доплера.